# إلواسا دياز
إلواسا دياز (بالإسبانية: Eloísa Díaz)‏ هي جَرّاحة وطبيبة تشيلية، ولدت في 25 يونيو 1866 في سانتياغو في تشيلي، وتوفي بنفس المكان في 1 نوفمبر 1950.